# Колесов, Владимир Викторович
Влади́мир Ви́кторович Ко́лесов (10 апреля 1934 — 15 мая 2019) — советский и российский лингвист-русист. Доктор филологических наук (1969), профессор (1973). Почётный профессор СПбГУ (2018). Профессор и заведующий кафедрой русского языка филологического факультета Санкт-Петербургского государственного университета (1979—2006). Лауреат университетских премий за лучшие научные работы (1973; 1989; 1999) и за педагогическое мастерство (1988), заслуженный деятель науки Российской Федерации (1999), действительный член Гуманитарной академии.

## Биография
В 1957 году окончил отделение русского языка и литературы Ленинградского государственного университета по специальности «филолог-русист». В 1960 году там же окончил аспирантуру под руководством М. А. Соколовой и 1962 году защитил диссертацию на соискание учёной степени кандидата филологических наук по теме «К исторической фонетике новгородских говоров». В 1969 году в ЛГУ имени А. А. Жданова защитил диссертацию на соискание учёной степени доктора филологических наук по теме «Именная акцентуация в древнерусском языке».
В 1962—1964 годах — ассистент, в 1964—1971 годах — доцент, с 1971 года — профессор и в 1978—2006 годах — заведующий кафедрой русского языка СПбГУ. В 1966 году присвоено учёное звание доцента, в 1973 году — профессора.
Дочери: Дарья и Наталия — филологи, преподаватели СПбГУ.

## Научная деятельность
В сферу исследовательских интересов В. В. Колесова входили: фонология и акцентология, историческая грамматика и стилистика, лексикология и лексикография, философия языка, культура языка и история языкознания; с 1960 года читал университетские курсы по истории языка, сравнительной грамматике, философии языка и ментальности, исторической стилистике, лингвистической герменевтике, риторике и культуре речи (прагматике).
Автор более 500 работ разного жанра. Последовательно полемизировал с московской школой историков русского языка (А. А. Зализняк, Б. А. Успенский, В. М. Живов, А. М. Молдован и др.)

## Монографии
- Колесов В. В. . История русского ударения: Именная акцентуация в древнерусском языке. — Л.: Изд-во ЛГУ, 1972. — 256 с.
- Колесов В. В. . Введение в историческую фонологию: конспект лекций, прочитанных студентам государственного университета в Сегеде в апреле 1972 года. — Szeged, 1973.
- Колесов В. В. . История русского языка в рассказах. — М.: Просвещение, 1976. — 176 с. — (Мир знаний). — 100 000 экз.
  - Колесов В. В. . История русского языка в рассказах. 2-е изд. — М.: Просвещение, 1982. — 191 с.
  - Колесов В. В. . История русского языка в рассказах. 3-е изд. — М.: Акалис, 1994. — 169 с. — ISBN 5-86-275-064-9.
- Колесов В. В. . Очерки по русской исторической акцентологии. — Szeged, 1978. — 176 с. — (Acta Univ. szegediensis de Attila Jozsef nominatae).
- Колесов В. В. . Историческая фонетика русского языка. — М.: Высшая школа, 1980. — 215 с.
- Колесов В. В. . Введение в историческую фонологию. — Л.: Ленинградский гос. ун-т им. А. А. Жданова, 1982. — 120 с.
- Колесов В. В. . Мир человека в слове Древней Руси. — Л.: Изд=во Ленинградского ун-та, 1986. — 312 с.
- Колесов В. В. . Л. В. Щерба. — М.: Просвещение, 1987. — 160 с.
- Колесов В. В. . Древнерусский литературный язык / Ред. Ю. Ф. Денисенко; рецензенты: д-р филол. наук А. А. Алексеев, д-р филол. наук Б. И. Осипов. — Л.: Изд-во Ленинградского ун-та, 1989. — 296 с. — 3643 экз. — ISBN 5-288-00125-1.
- Колесов В. В. . Культура речи — культура поведения. — Л.: Лениздат, 1988. — 271 с. — (Библиотека молодого рабочего). — ISBN 5-289-00151-4.
- Колесов В. В. . Язык города. — М.: Высшая школа, 1991. — 192 с. — ISBN 5-06-001-674-9.
- Колесов В. В. . Русская речь. Вчера. Сегодня. Завтра. — СПб.: Юна, 1998. — 246 с. — ISBN 5-86720-012-4.
- Колесов В. В. . Древняя Русь: наследие в слове. Кн. 1. Мир человека. — СПб.: Филологический факультет СПбГУ, 2000. — 328 с. — ISBN 5-8465-0029-3.
- Колесов В. В. . Древняя Русь: наследие в слове. Кн. 2. Добро и зло. — СПб.: Филологический факультет СПбГУ, 2001. — 304 с. — ISBN 5-8465-0030-7.
- Колесов В. В. . Древняя Русь: наследие в слове. Кн. 3.  Бытие и быт. — СПб.: Филологический факультет СПбГУ, 2004. — 400 с. — ISBN 5-8465-0224-5.
- Колесов В. В. . Русская ментальность в языке и тексте. — СПб.: Петербургское востоковедение, 2007. — 640 с. — ISBN 978-5-85803-339-4.
- Колесов В. В. Реализм и номинализм в русской философии языка. — СПб.: Logos, 2007. — 382 с. — ISBN 978-5-87288-365-4.
- Колесов В. В. . Древняя Русь: наследие в слове. Кн. 4. Мудрость слова. — СПб.: Филологический факультет СПбГУ, 2011. — 400 с. — ISBN 978-5-8465-0236-9.
- Колесов В. В. . Историческая грамматика русского языка / Факультет филологии и искусств СПбГУ. — М.: Academia, 2009. — 512 с. — (Высшее профессиональное образование). — 2000 экз. — ISBN 978-5-8465-0794-4, ISBN 978-5-7695-5687-6.
  - Колесов В. В. . Историческая грамматика русского языка. 2-е изд / Факультет филологии и искусств СПбГУ. — М.: Academia, 2013. — 512 с. — (Высшее профессиональное образование. Бакалавриат). — 1000 экз. — ISBN 978-5-7695-9941-5, ISBN 978-5-8465-1316-7.
- Колесов В. В. Концептуальное поле русского сознания / В. В. Колесов; Российский государственный педагогический университет им. А. И. Герцена. — СПб.: Изд-во РГПУ им. А. И. Герцена, 2021. — 612 с. — (Herzen. Лингвистические исследования). — ISBN 978-5-8064-2993-4.

Наиболее значительные и актуальные статьи опубликованы в сборниках:
- «Жизнь происходит от слова…» (СПб., 2001),
- Слово и дело (СПб., 2001),
- Философия русского слова (СПб., 2002),
- История русского языкознания.

Издавал древнерусские тексты, описывал и исследовал их в книгах:
- Мудрое слово Древней Руси. М., 1989. «Сокровища древнерусской литературы»
- Домострой (три различные версии текстов: М. , 1990; 1991; 1994 «Литературные памятники».
- Жизнь и житие Сергия Радонежского (М., 1991), а также многочисленные тексты в «Памятниках литературы Древней Руси» и в «Библиотеке литературы Древней Руси».

Редактировал и издавал сборники трудов и межвузовские сборники. Редактор-составитель Словаря русской ментальности (опубликован: СПб.: Златоуст, 2014, в двух томах) и Словаря к произведениям Кирилла Туровского.

## Редактирование, коллективные сборники и монографии
В соавторстве активно участвовал в создании монографий:
- Именное склонение в славянских языках XI—XIV веков (ч.1 -Л., 1974; ч,2 -Л., 1977)
- Русская диалектология (три издания, М., 1972; 1990; 1998).

Список трудов опубликован:
- Библиографический указатель по славянской филологии: Проф. Колесов Влад. Викт. Самарканд, 1988;
- Динамика русского слова. СПб, 1994 (Библиография за 1988—1994 гг.)